# Штерівська ДРЕС
Ште́рівська держа́вна райо́нна електри́чна ста́нція і́мені Ф. Дзержи́нського, скор. Ште́рівська ДРЕС — перша потужна теплова електростанція в Україні, споруджена за планом ГОЕЛРО. Розташована в Міусинську Луганської області.

## Історія
Для забезпечення розвитку металообробної промисловості почалось будівництво Штерівської ДРЕС у 1922 році. Станцію спроектували побудувати у географічному центрі антрацитового району Донбасу, де в той час у відвалах лежало близько 50 млн пудів антрацитового штибу (вугільного пилу) — дуже дешевого палива, яке було вирішено використовувати в електроенергетиці та спалювати на Штерівській ДРЕС. Одночасно з ДРЕС зводили греблю на річці Міус, для створення водозабірного ставка-водосховища.
Перший турбогенератор запущено 8 жовтня 1926 р. Під час будівництва першої черги ДРЕС були встановлені дві турбіни по 10 МВт кожна фірми «Метровікерс» і шість котлів фірми «Бабкокс-Вількокс». Все обладнання першої та наступних черг будівництва було імпортним. У 1927 році запустили другу чергу. Будівництво ДРЕС закінчено 1932 року. До того часу було запущено вже 7 турбогенераторів.
1929 році споруджена перша ПЛ-110 кВт Штерівська ДРЕС–Кадіївка.
Загальна потужність станції становила 157 тис. кВт. 
Під час німецько-радянської війни Штерівська ДРЕС була евакуйована в Казахстан. Штерівські енергетики вивезли до Караганди 4 турбогенератори, устаткування машинного залу, силові трансформатори, великі електродвигуни та ін. До Карагандинської області евакуювалися близько 300 працівників електростанції зі своїми сім'ями.
Після війни, 3 вересня 1943 року почалась відбудова Штерівської ДРЕС. На кінець 1943 року на Штербуді працювало понад 3 тис. осіб. 2 травня 1944 року став до ладу перший турбогенератор потужністю 22 тис. кВт. У липні 1944 року дав струм другий турбогенератор на 10 тис. кВт, а наприкінці 1944 року — третій потужністю 22 тис. кіловат. 1953 р. Штерівську ДРЕС було повністю відбудовано та модернізовано — встановлено трофейне німецьке обладнання. Потужність станції склала понад 200 тис. кВт. 
У 1970 рр. Штерівська ДРЕС перейшла із антрацитного штибу на мазут. Після того, як у Донбасі було побудовано низку сучасних потужних електростанцій, маленька та старенька Штерівська ДРЕС втратила своє значення. Обладнання не модернізували, рентабельність виробництва електроенергії падала з кожним роком. У такій ситуації виробництво було вирішено зупинити.
У 1983 р. електростанцію ліквідовано. На базі Штерівської ДРЕС створено енерго-ремонтне підприємство — підрозділ «Донбасенерго», котре займається ремонтом обладнання для ТЕЦ.